# Christopher Penny
Christopher „Chris“ Gore Penny (* 4. Mai 1962 in Morristown, New Jersey) ist ein ehemaliger Ruderer aus den Vereinigten Staaten. Er war mit dem Achter Olympiazweiter 1984.

## Karriere
Der 1,95 m große Christopher Penny gewann 1983 mit dem Achter den Titel bei den Panamerikanischen Spielen in Caracas. Im Achterwettbewerb bei den Olympischen Spielen 1984 in Los Angeles fehlten die Boote aus der DDR, der UdSSR und der Tschechoslowakei wegen des Olympiaboykotts. Der US-Achter in der Besetzung Walter Lubsen, Andrew Sudduth, John Terwilliger, Christopher Penny, Thomas Darling, Fred Borchelt, Charles Clapp, Bruce Ibbetson und Steuermann Robert Jaugstetter gewann in Los Angeles seinen Vorlauf, den anderen Vorlauf gewannen die Neuseeländer. Im Finale siegten die Kanadier mit vier Zehntelsekunden Vorsprung vor dem Boot aus den Vereinigten Staaten und den Australiern, die Neuseeländer erreichten als Weltmeister des Vorjahres nur den vierten Platz.
Bei den Weltmeisterschaften 1985 in Hazewinkel war Penny der einzig Verbliebene aus dem Vorjahresachter. John Strotbeck, Thomas Kiefer, Jon Smith, Kurt Bausback, Christopher Penny, Kevin Still, Chris Huntington, Michael Teti und Steuermann Mark Zembsch gewannen die Bronzemedaille hinter den Achtern aus der Sowjetunion und aus Italien. 1986 siegte Penny mit dem Achter bei den Goodwill Games.
Penny hatte 1985 an der Princeton University graduiert. Er wechselte dann für sein weiterführendes Studium nach England an das St John’s College der University of Oxford. 1987 war er für die Teilnahme am Boat Race gegen Cambridge vorgesehen. Nach einem Streit über die Trainingsmethoden des ehrenamtlichen Trainers Daniel Topolski trat Oxford 1987 mit einer Reservemannschaft an, die das Rennen sogar gewann. Im Jahr darauf war Penny beim Boat Race dabei und Oxford siegte erneut gegen Cambridge.